# Wojny bobrowe
Wojny bobrowe – seria potyczek zbrojnych, jakie miały miejsce pomiędzy rokiem 1641 a 1701 w Północnej Ameryce, które toczyły się pomiędzy Irokezami a Francuzami z Nowej Francji oraz z ich indiańskimi sprzymierzeńcami. W wojnach bobrowych stroną atakującą byli Irokezi, choć Francuzi w ostatniej jej fazie próbowali przejąć inicjatywę, podejmując kilka ekspedycji na terytoria Irokezów.

## Przyczyny wojny
Przyczyną rozpoczęcia przez Irokezów wojny było wyczerpanie się zasobów zwierzyny łownej, głównie bobrów na ich terenach łowieckich. Próbowali oni w sposób zbrojny opanować nowe tereny, zmuszając zamieszkałe na tych terenach plemiona indiańskie do dostarczenia skór lub opuszczenia terenów łowieckich. W czasie wojny bobrowej eksterminacji uległo kilka plemion indiańskich, między innymi Huronów na północy.
W starciach z Francuzami Irokezi unikali walnych bitew, stosując taktykę partyzancką i dokonując szybkich rajdów małych oddziałów na z góry upatrzone cele. Ofiarami ich ataków stawały się niewielkie osady i misje jezuickie, a często pojedyncze farmy. Sporadyczne akcje zbrojne organizowane przez regularne formacje milicji francuskiej zwykle trafiały w próżnię. Jedną z największych tego typu akcji była wyprawa 500-osobowego oddziału milicji prowadzonego przez gubernatora generalnego Nowej Francji Daniela de Rémy, która zakończyła się zniszczeniem kilku opuszczonych wiosek i schwytaniu paru maruderów, nie osiągnąwszy żadnych celów strategicznych.

## Pokój
Wojny bobrowe zakończyły się w 1701 wraz z podpisaniem wieczystego pokoju pomiędzy Irokezami i Francuzami. W wyniku tego układu Irokezi zwrócili swe zainteresowania na zachód.